# System antybalistyczny Saturn
System antybalistyczny Saturn – niezrealizowany projekt radzieckiego systemu antyrakietowego, przeznaczonego do przechwytywania rakiet średniego zasięgu. Projekt powstał na przełomie lat 50. i 60. XX wieku.

## Historia
Decyzja o rozpoczęciu prac nad nowym systemem antyrakietowym, zdolnym do przechwytywania rakiet średniego zasięgu, zapadła 30 stycznia 1958 roku na posiedzeniu Biura Politycznego Komitetu Centralnego Komunistycznej Partii Związku Radzieckiego oraz Rady Ministrów ZSRR. Projekt o kryptonimie Saturn (ros. Сатурн) miał być częścią zakrojonych na szeroką skalę prac, tworzenia antybalistycznego systemu obrony stolicy Związku Radzieckiego, Moskwy. Nowy system miał zostać opracowany w Instytucie Naukowo-Badawczym Przyrządów Precyzyjnych NII-648 (ros. Научно-исследовательский институт точных приборов). Kierownikiem i głównym konstruktorem Instytutu był wówczas Nikołaj Biełow (ros. Николай Белов). Z kolei prace nad zaprojektowaniem nowego pocisku rakietowego, mającego wejść w skład kompleksu, miało podjąć biuro konstrukcyjno-technologiczne przy fabryce rakiet w Dołgoprudnym. 10 marca 1958 roku biuro otrzymało oznaczenie OKB-464, a jego kierownikiem został L. Gołowina (Л. Г. Головинa). Wstępny projekt rakiety oznaczonej jako K-17, zakładał zbudowanie rakiety zdolnej do forsownego manewrowania. Po wykryciu i identyfikacji celu, wystrzelona rakieta K-17 miała dotrzeć w pobliże punktu przechwycenia będąc kierowaną metodą radiokomendową. Będąc już w pobliżu celu miała się samodzielnie, aktywnie naprowadzać przy użyciu własnego radiolokatora. Wysoką manewrowość w tej fazie lotu miały zapewnić rozbudowane powierzchnie sterowe o powierzchni 7 m², wspomagane przez układ gazodynamiczny. Zwalczany pocisk miał być rażony odłamkami eksplodującej głowicy K-17. Dzięki precyzyjnemu naprowadzaniu rakieta miała nieść na znacznie mniejszą i lżejszą niż ówczesne, klasyczne głowice odłamkowe o sferycznym polu rażenia, głowicę o kierunkowej fragmentacji. Jej eksplozja miała ponieść w kierunku celu odłamki unieszkodliwiające atakowaną rakietę. Rakieta składała się z dwóch stopni napędzanych silnikami na paliwo stałe. Stopień z silnikiem marszowym otrzymał dodatkowe cztery silniki rakietowe rozmieszczone wokół niego, zapewniające osiągnięcie odpowiedniej prędkości podczas startu rakiety. Transport na pozycje startowe i start miał być analogiczny jak w przypadku systemu S-25 Berkut. Rakieta K-17 startowała pionowo ze stołu startowego. Projekt kompleksu powstał szybko jak na radzieckie warunki i w 1959 roku Ministerstwo Obrony zaakceptowała wstępny projekt systemu.
Dalsze prace nad kompleksem zostały przerwane w wyniku zakulisowych działań. Prace nowo powstałego biura konstrukcyjnego OKB-464 były początkowo wspierane przez  P. Gruszyna, szefa biura projektowego rakiet KB-2, będącego filią Moskiewskiego Instytutu Techniki Cieplnej, opowiedzialnego za prace projektowe nad radzieckimi rakietami przeciwlotniczymi. Wzrost znaczenia OKB-464 mógł spowodować powstanie konkurencji dla KB-2. Argumentem mającym podważyć wiarygodność i celowość utrzymywania OKB-464 był fakt, iż jego istnienie w fabryce odpowiadającej za produkcję rakiet odciąga kadrę naukową od jej głównego zadania, którym był nadzor nad produkcją rakiet, a nie ich konstruowanie. Podobne zdanie wyraził dyrektor fabryki w Dołgoprudnyj, który potrzebował przede wszystkim jednostki zajmującej się technologią produkcji. Dodatkowo NII-648 zażądało włączenia OKB-464 we własne struktury. Konsekwencją sporów kompetencyjnych było rozwiązanie NII-648 i ograniczenie prac OKB-464. Dokumentacja programu Saturn została przekazana do kolejnego biura konstrukcyjnego zajmującego się konstruowaniem radzieckich pocisków rakietowych, KB-1.